# Helga Goetze

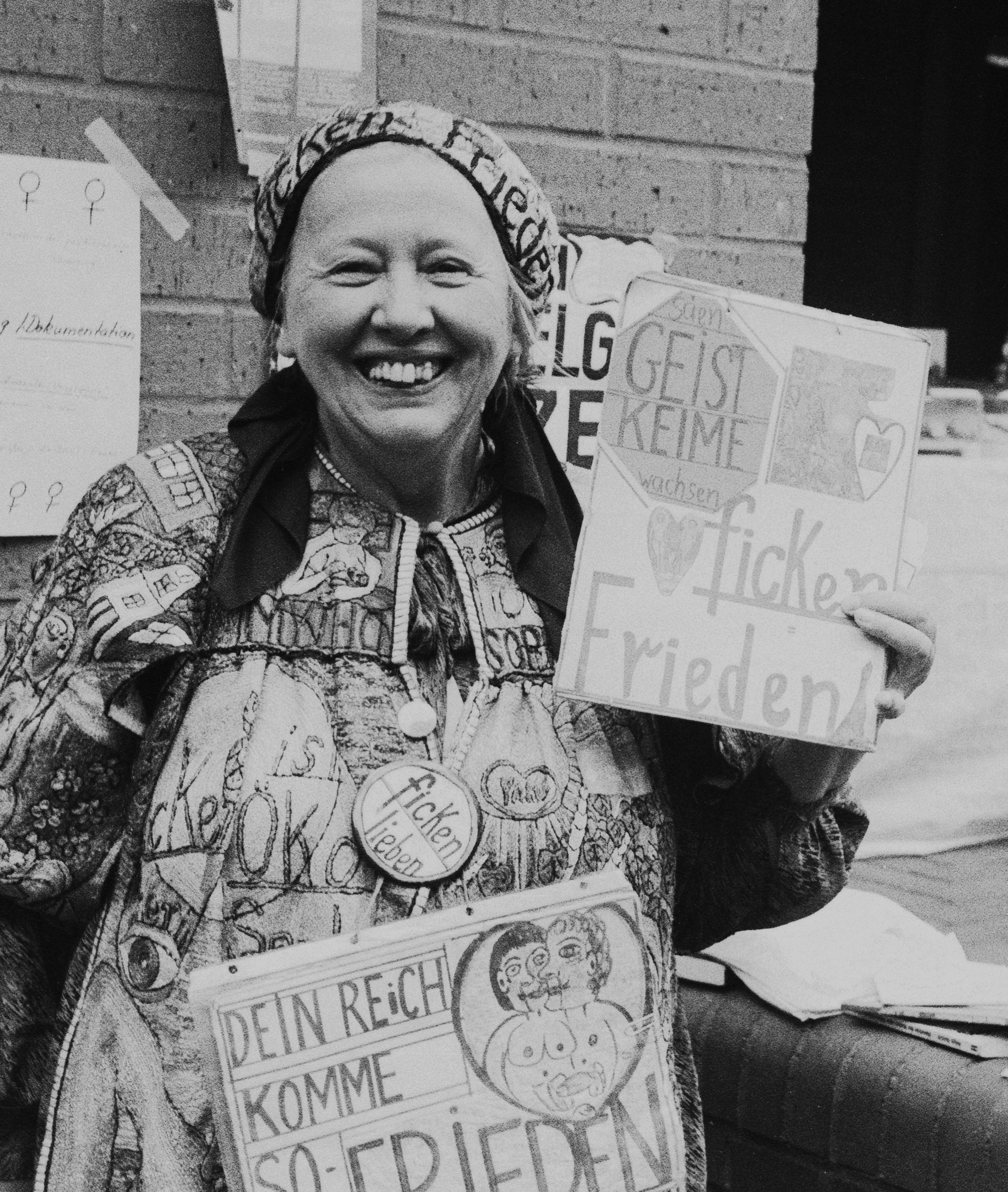
Helga Goetze, Kassel 1987

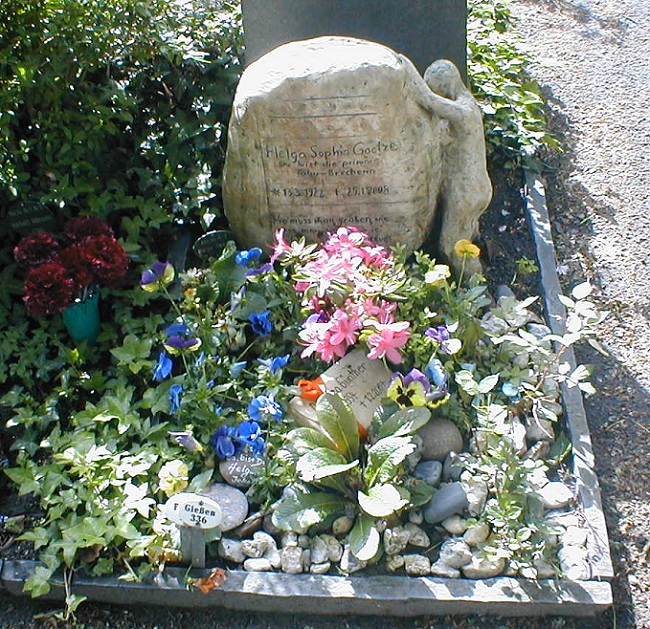
Helga Goetzes Grab auf dem Alten St.-Matthäus-Kirchhof in Berlin

Helga Sophia Goetze (* 12. März 1922 in Magdeburg; † 29. Januar 2008 in Winsen (Luhe)), geborene Helga Troch, als Künstlerin auch Helga Sophia, war eine deutsche Künstlerin, Schriftstellerin und politische Aktivistin.

## Leben
Helga Goetze lebte ab 1939 in Hamburg, später dann in Berlin. 1966 schloss sie eine Ausbildung zur Wirtschaftsleiterin ab.
Sie eröffnete 1972 in ihrem Haus ein Institut für Sexualinformation. Von 1970 bis 1977 war sie in Hamburg aktiv und fiel dort durch ihre sex-positiven feministischen Aktionen auf. Zwischen 1975 und 1978 suchte sie mehrfach den Kontakt mit dem damaligen Kommunenetzwerk von Otto Muehl, der Aktionsanalytischen Organisation, und besuchte Muehl vier Mal am Friedrichshof, dem Sitz dieser Kommune im österreichischen Burgenland. Das Angebot Muehls, in seine Kommune einzuziehen, nahm sie jedoch nicht an. Sie veröffentlichte Gedichte und stickte Bilder, die gelegentlich ausgestellt werden.
Ende der 1970er Jahre zog Helga Goetze nach Berlin und ließ ihre Familie endgültig hinter sich zurück. Aus ihrer Ehe mit einem Prokuristen der Deutschen Bank gingen sieben Kinder hervor.
1982 spielte sie in dem Film Rote Liebe von Rosa von Praunheim die Hauptrolle und wurde dadurch einem größeren Publikum bekannt. Der ZDF- und Kinofilm wurde u. a. im Museum of Modern Art gezeigt.
Ab 1983 stand Goetze fast täglich ein paar Stunden an der Gedächtniskirche und vor der Mensa der TU Berlin mit ihrem Slogan Ficken ist Frieden.
Nach einem Schlaganfall wohnte sie ab Ende August 2007 in einem Pflegeheim in Maschen. Ihr Grab befindet sich auf dem Alten St.-Matthäus-Kirchhof in Berlin-Schöneberg.
Ihr Leben ist 2022 anlässlich ihres 100. Geburtstages in einer bislang unveröffentlichten Biografie ausführlich dargestellt worden (s. Weblinks).

## Veröffentlichungen
- Hausfrau der Nation oder Deutschlands Supersau? Zeugnisse eines Ausbruchs; ausgew. und kommentiert von Volker Elis Pilgrim, Rohr, München 1973.
- Rote Liebe. Ein Gespräch mit Rosa von Praunheim, Prometh-Verlag, Köln 1982, ISBN 3-922009-47-6.

## Ausstellungen
Ein Überblick der Einzel- und Gruppenausstellungen findet sich in der Künstlerdatenbank ArtFacts.net.
Werke befinden sich in der Collection de l’Art Brut in Lausanne sowie der Sammlung Stiftung Stadtmuseum Berlin in Berlin und in privatem Besitz.

## Helga-Goetze-Stiftung
Am 3. Februar 2020 ehrte das Stadtmuseum Berlin Helga Goetze mit der Gründung einer eigenen Stiftung. Die Helga-Goetze-Stiftung umfasst rund 280 stilistisch einzigartige Stickbilder unterschiedlicher Formate und rund 300 Grafiken mit feministischen Botschaften und außergewöhnlichen kulturgeschichtlichen Aussagen, die von den 1960er-Jahren bis 2007 reichen.